# Maajir
Maajir (en somalí: Maamul Goboleedka Maakhir; árabe: ماخر Mākhir), oficialmente llamado Estado de Maajir de Somalia (en somalí: Maamul Goboleedka Maakhir; árabe: ولاية ماخر الصومال Wilāyah Mākhir al-Ṣūmāl) fue un efímero estado no reconocido ubicado en la región de Sanaag en el este de Somalia.

## Autonomía
El área de Maajir es principalmente habitada por el clan Warsangali, un miembro de la Conferedación de Clanes de Harti, conjunto con los Reer-Darwiish y los Majeerteen, y un clan de la tribu Darod. Los Warsangali fueron originalmente unos de los principales actores en la creación del estado de Puntland como sucesor de los Sultanatos Harti después del colapso en el gobierno central en Somalia en 1991, pero desde la proclamación de autonomía de Puntland en 1998, los Warsangali tuvieron un aumento de desaparición en el estado, cuando el clan Majeerteen asumió un rol hegemónico en el estado.
El Estado de Maakhir proclamó la autonomía el 1 de julio del 2007 en una ceremonia en Badhan, reclamando territorios tanto en Somalilandia como en Puntland. En esta zona, el Sanaag Oriental, existe una gran cantidad de conflictos por el dominio de la tierra entre Somalilandia y Puntland. Ambos tienen firmas petroleras en esta parte de Sanaag, con el consentimiento del líder local, que también contribuyó al deseo de los Warsangali locales de administrar sus propios asuntos, como resolver las disputas con Mohamud Muse Hersi, el actual presidente de Puntland. Además, Maajir reclama la parte oeste de la región de Bari a Puntland, como Sanaag a Somalilandia.
Ni Somalilandia ni Puntland reconocen el nuevo estado. A pesar de que existen conversaciones rumoreadas con Ali Mohammed Ghedi, el primer ministro de Somalia, el Gobierno Transicional de Somalia ha dejado de comentar el status de Maakhir y apunta a Puntland como la autoridad oficial de la región.

## Divisiones administrativas

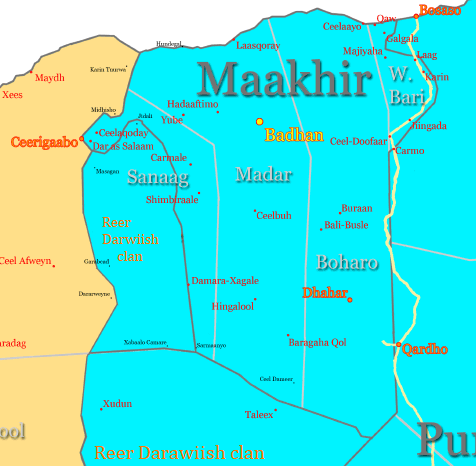
Mapa de Maakhir.

Maakhir reclama las siguientes divisiones administrativas que actualmente considera bajo su control:
- Madar
  - Badhan - Capital de Maakhir
  - Hadaaftimo
  - Hingalol
  - Las Khorey
  - Yube
  - Ceelbuh

- Sanaag
  - Ceerigaabo - Capital regional
  - Damala Xagare
  - Carmale
  - Geilwiete
  - Darasalaam
  - Shimbiraale
  - Ceelaqoday

- Boharo
  - Dhahar - Capital regional
  - Ceelaayo
  - Bali-Busle
  - Baragaha Qol
  - Buraan - Las autoridades tienen previsto abrir una Universidad en esta ciudad.

## Ciudades
Las ciudades más grandes de la zona reclamadas por Maakhir son Badhan, Las Khorey, Dhahar, Buraan, Hadaftimo, Hingalol, Damalla-Hagare, Eilbuh and Erigavo.
- Datos: Q1322424
- Multimedia: Maakhir / Q1322424